# 和泉市立鶴山台北小学校
和泉市立鶴山台北小学校（いずみしりつ つるやまだいきたしょうがっこう）は、大阪府和泉市鶴山台1丁目にある公立小学校。

## 沿革
- 1973年（昭和48年）4月1日 - 和泉市立信太小学校内に開校。
- 1973年（昭和48年）7月8日 - 新校舎へ移転し、この日を創立記念日とする。

## 通学区域
- 鶴山台一丁目、鶴山台二丁目1番から4番、鶴山台三丁目9番、上町(145、116、200の1から200の9、207の1から207の11、358の11から358の25、561の2から561の10、564の21、564の22、577の9から577の15、580、595の11、612の各番地)、上代町、舞町、小野町[1]

※卒業後は基本的に和泉市立信太中学校に進学する。